# Mihnea Rădulescu
Mihnea Gabriel Rădulescu (Ploiești, 17 settembre 2005) è un calciatore rumeno, attaccante dell'U Craiova.

## Caratteristiche tecniche
È un'ala destra.

## Carriera

### Club
Cresciuto nel settore giovanile del Petrolul Ploiești, ha firmato il suo primo contratto professionistico il 17 febbraio 2021 ed ha debuttato in prima squadra il 15 maggio 2022 nell'incontro di Liga II pareggiato 0-0 contro l'Unirea Slobozia. Il 23 gennaio 2024 è stato ceduto in prestito al Gloria Buzău per giocare con maggior frequenza.
Rientrato al Petrolul, ha iniziato a giocare con regolarità trovando il primo gol il 16 agosto nella partita vinta 2-1 contro l'Unirea Slobozia.

### Nazionale
Ha giocato nelle nazionali giovanili rumene Under-19, Under-20 ed Under-21.

## Statistiche

### Presenze e reti nei club
Statistiche aggiornate al 13 aprile 2025.
| Stagione        | Squadra           | Campionato      | Campionato | Campionato | Coppe nazionali | Coppe nazionali | Coppe nazionali | Coppe continentali | Coppe continentali | Coppe continentali | Altre coppe | Altre coppe | Altre coppe | Totale | Totale | Totale |
| Stagione        | Squadra           | Comp            | Pres       | Reti       | Comp            | Pres            | Reti            | Comp               | Pres               | Reti               | Comp        | Pres        | Reti        | Pres   | Reti   |        |
| --------------- | ----------------- | --------------- | ---------- | ---------- | --------------- | --------------- | --------------- | ------------------ | ------------------ | ------------------ | ----------- | ----------- | ----------- | ------ | ------ | ------ |
| 2021-2022       | Petrolul Ploiești | L2              | 1          | 0          | CR              | 0               | 0               | -                  | -                  | -                  | -           | -           | -           | 1      | 0      |        |
| 2022-2023       | Petrolul Ploiești | L1              | 1          | 0          | CR              | 0               | 0               | -                  | -                  | -                  | -           | -           | -           | 1      | 0      |        |
| 2023-gen. 2024  | Petrolul Ploiești | L1              | 11         | 0          | CR              | 3               | 0               | -                  | -                  | -                  | -           | -           | -           | 14     | 0      |        |
| gen.-giu. 2024  | Gloria Buzău      | L2              | 11         | 4          | CR              | 0               | 0               | -                  | -                  | -                  | -           | -           | -           | 11     | 4      |        |
| 2024-2025       | Petrolul Ploiești | L1              | 30         | 4          | CR              | 3               | 0               | -                  | -                  | -                  | -           | -           | -           | 33     | 4      |        |
| 2025-2026       | FCU Craiova       | L1              | -          | -          | CR              | -               | -               | UECL               | -                  | -                  | -           | -           | -           | -      | -      |        |
| Totale carriera | Totale carriera   | Totale carriera | 54         | 8          |                 | 6               | 0               |                    | -                  | -                  |             | -           | -           | 60     | 8      |        |

## Palmarès

### Club

#### Competizioni nazionali
- Liga II: 1

Petrolul Ploiești: 2021-2022